# A23a

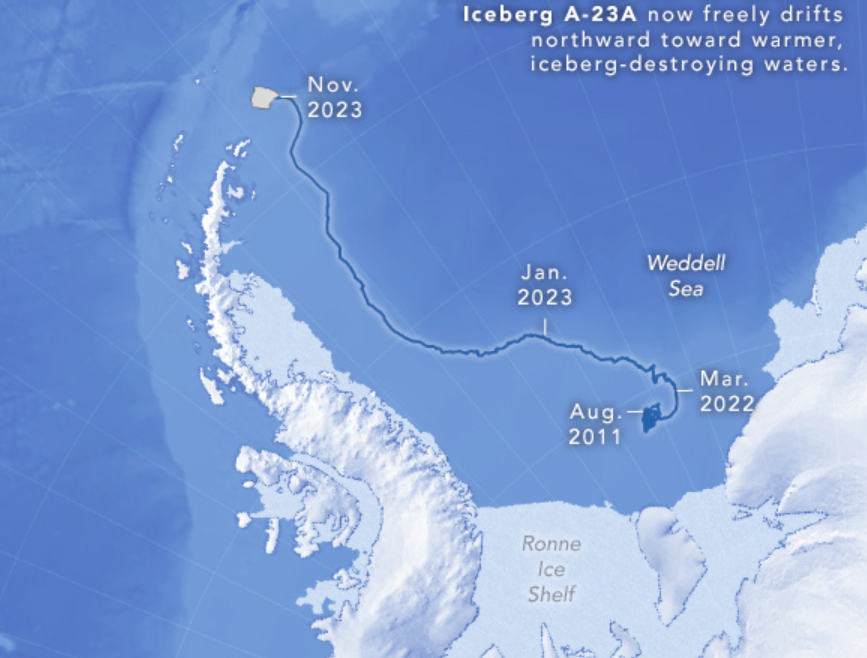
Trajectoire d'A23a selon la NASA Earth Observatory.

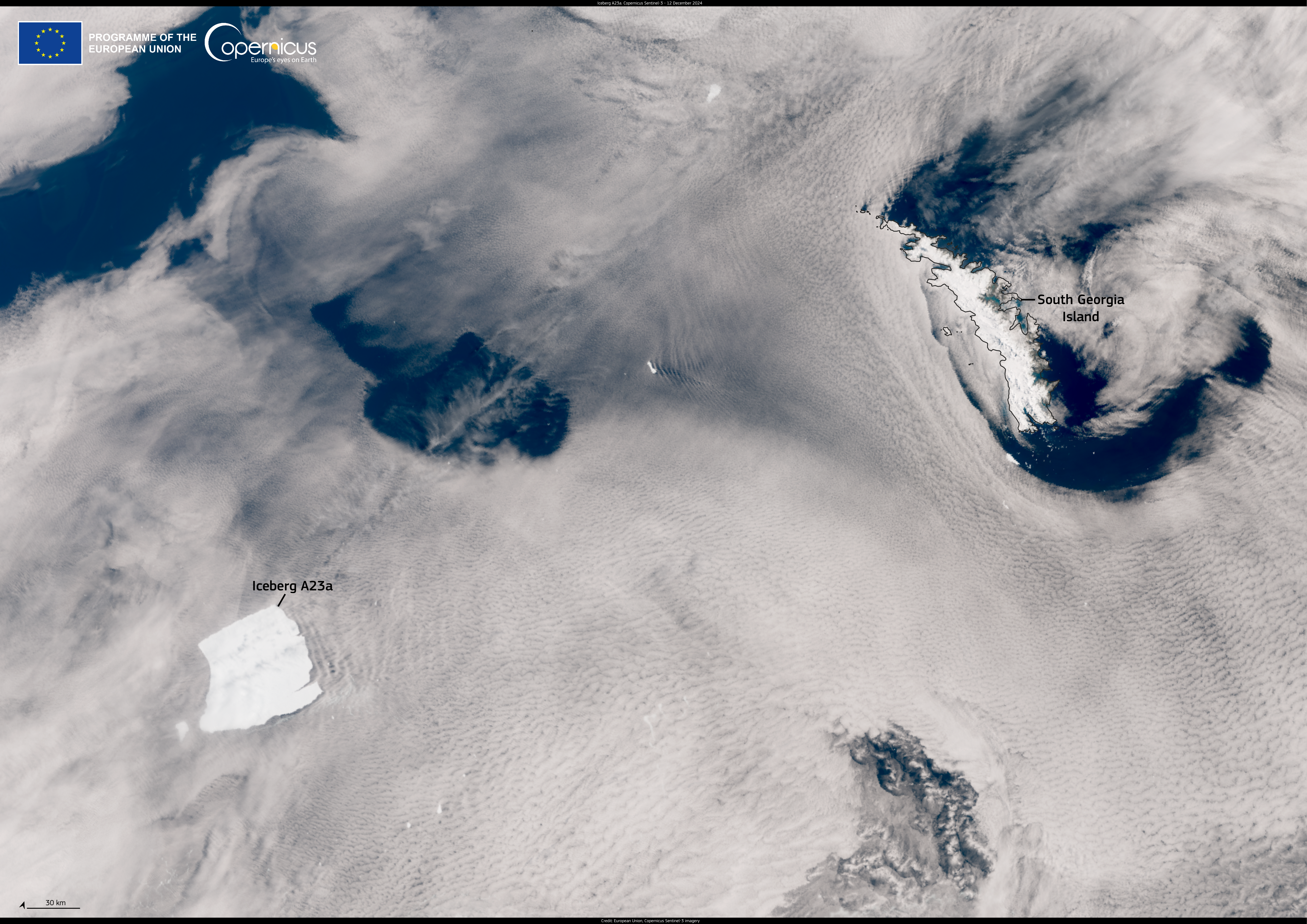
Image satellite de l'iceberg A23a et de l'île de Géorgie du Sud dans la mer de Scotia le 21 décembre 2024.

A23a est un grand iceberg tabulaire qui s'est détaché de la plateforme de glace de Filchner-Ronne en 1986. Il reste attaché au fond de la mer pendant de nombreuses années, puis commence à se déplacer en 2020. En février 2024, sa superficie est d'environ 3 900 km2, ce qui en fait le plus grand iceberg du monde,.

## Caractéristiques
La base Druzhnaya I, établie à l'origine sur la plateforme de glace de Filchner-Ronne, se trouvait sur l'iceberg lorsqu'il a vêlé. Par la suite, une mission de sauvetage est lancée en 1987 et déplace/renomme finalement la base à Druzhnaya III.
En novembre 2023, l'iceberg A23a est repéré alors qu'il dépasse la pointe nord de la péninsule antarctique et se dirige vers l'océan Austral. Le 1er décembre 2023, l'iceberg est intercepté par le navire de recherche polaire RRS Sir David Attenborough, au large de la pointe de la péninsule antarctique. À une vitesse de 10 nœuds, le navire met plusieurs heures à longer les deux côtés de l'iceberg. On s'attend à ce que A23a libère une quantité importante de poussière minérale lors de sa fonte, c'est pourquoi le navire prélève des échantillons d'eau autour de son périmètre.
Le 14 janvier 2024, des arches spectaculaires causées par l'action des vagues sur A23a sont documentées par un drone piloté par le vidéaste Richard Sidey d'Eyos Expeditions et le chef de l'expédition Ian Strachan. Leurs images sont largement publiées par la BBC et CNN. Début avril 2024, l'iceberg entre dans le courant circumpolaire antarctique mais reste sur place car piégé dans une colonne de Taylor — comme cela a été confirmé en août 2024 — au-dessus du mont du banc de Pirie, près des îles Orcades du Sud, à environ 375 miles de la péninsule antarctique, tournant dans le sens inverse des aiguilles d'une montre d'environ 15 degrés chaque jour,,. En décembre 2024, le British Antarctic Survey (BAS) signale que l'iceberg avait quitté la colonne de Taylor et commençait à dériver plus au nord dans l'océan Austral.
Le BAS s'attend à ce que A23a suive le courant circumpolaire antarctique en direction de l'île de Géorgie du Sud dans l'océan Atlantique sud, où il finira par rencontrer des eaux plus chaudes et se brisera en icebergs plus petits. 